# 천덕산로
천덕산로(Cheondeoksan-ro)는 경기도 안성시 양성면 만세고개에서 용인시 처인구 봉명교를 잇는 9.3km의 도로이다.

## 노선
| 이름                                        | 접속 노선                 | 소재지 | 소재지 | 소재지                                                | 비고                         |
| ------------------------------------------- | ------------------------- | ------ | ------ | ----------------------------------------------------- | ---------------------------- |
| 성은삼거리                                  | 지방도 제306호선 (지문로) | 안성시 | 원곡면 | 원곡면                                                |                              |
| 산직교                                      |                           | 안성시 | 원곡면 | 원곡면                                                |                              |
|                                             | 용인시                    | 처인구 | 남사읍 |                                                       |                              |
| 신촌교                                      | 용인시                    | 처인구 | 남사읍 |                                                       |                              |
| 진목 교차로                                 | 용인시                    | 처인구 | 남사읍 | 지방도 제314호선 (어진로)                             |                              |
| 진목교                                      | 용인시                    | 처인구 | 남사읍 |                                                       |                              |
| 봉명삼거리                                  | 용인시                    | 처인구 | 남사읍 | 지방도제321호선 (처인성로)                            | 지방도 제310호선과 중복 구간 |
| 봉평1교                                     | 용인시                    | 처인구 | 남사읍 |                                                       | 지방도 제310호선과 중복 구간 |
| 유평2 교차로                                | 용인시                    | 처인구 | 남사읍 | 통삼로                                                | 지방도 제310호선과 중복 구간 |
| 유평1 교차로 (외동천교차로) 남사진위 나들목 | 용인시                    | 처인구 | 남사읍 | 국가지원지방도 제23호선 (용구대로) 1호선 경부고속도로 | 지방도 제310호선과 중복 구간 |
| 서낭당고개                                  | 용인시                    | 처인구 | 남사읍 |                                                       |                              |
| 밤골1 교차로                                | 용인시                    | 처인구 | 남사읍 |                                                       |                              |
| 외동천2 교차로                              | 용인시                    | 처인구 | 남사읍 | 천덕산로74번길                                        |                              |
| 새말 교차로                                 | 용인시                    | 처인구 | 남사읍 | 천덕산로41번길                                        |                              |
| 봉명4리 교차로                              | 용인시                    | 처인구 | 남사읍 | 동천길                                                |                              |

## 주요 시설및 건물
- GS칼텍스 성은주유소 (천덕산로 545/성은리 189-1)
- 세븐일레븐 안성원곡성은점 (천덕산로 533/성은리 188-1)
- CJ대한통운 (천덕산로 466/원암리 448)
- 이마트24 용인원암점 (천덕산로 429/원암리 216-11)
- 미니스톱 용인원암점 (천덕산로 400/원암리 373-6)
- 나라원예 남사유통센터 (천덕산로 399/원암리 371-17)
- S-OIL 남사원주유소 (천덕산로 396/원암리 373-4)
- 제일식물원 (천덕산로 381/원암리 403-13)
- 남촌초등학교 (천덕산로 330/진목리 141-5)
- 진목3급 자동차정비공업사 (천덕산로 321/진목리 92-2)
- SK에너지 진목주유소 (천덕산로 321/진목리 92-2)
- 이마트24 용인천덕산로점 (천덕산로 279/진목리 200-1)
- 세븐일레븐 용인남사대로점 (천덕산로 38/봉명리 668)
- 현대자동차 블루핸즈 대지남사서비스 (천덕산로 23/봉명리 653-13)
- GS칼텍스 동남주유소 (천덕산로 5/봉명리 764-6)